# Bobby Shearer
Pour les articles homonymes, voir Shearer.
Bobby Shearer, né le 29 décembre 1931 à Hamilton (Écosse), est un footballeur écossais, qui évoluait au poste d'arrière droit au Rangers FC et en équipe d'Écosse. Il fait partie du Rangers FC Hall of Fame.
Shearer n'a marqué aucun but lors de ses quatre sélections avec l'équipe d'Écosse en 1961. 

## Carrière
- 1950-1955 : Hamilton Academical
- 1956-1965 : Rangers FC
- 1965-1966 : Queen of the South

## Palmarès

### En équipe nationale
- 4 sélections et 0 but avec l'équipe d'Écosse en 1961.

### Avec les Glasgow Rangers
- Vainqueur du Championnat d'Écosse de football en 1956, 1957, 1959, 1961, 1963 et 1964;
- Vainqueur de la Coupe d'Écosse de football en 1960, 1962, 1963 et 1964;
- Vainqueur de la Coupe de la Ligue écossaise de football en 1961, 1962, 1964 et 1965.